# همه افتادگان
همهٔ افتادگان (به انگلیسی: All That Fall) یک نمایش رادیویی تک پرده‌ای از ساموئل بکت است که به درخواست بی‌بی‌سی تهیه شد. این نمایش به زبان انگلیسی نوشته شده بود و نوشتن آن در سپتامبر ۱۹۵۶ به پایان رسید. رونوشت دست‌نویس نمایش با نام روز خوش برای مسابقه (به انگلیسی: Lovely Day for the Races) منتشر شد که برگردان فرانسوی آن از روبر پنژه را خود بکت تصحیح کرد.

## نوشتن
بکت هنگامی که به ایده همه افتادگان رسیده بود، به نانسی کونارد که یکی از دوستانش بود، اینطور نوشت:
«هیچ وقت به پخش رادیویی فکر نکرده بودم، اما نیمه‌شبی ایده وحشتناک خوبی به سرم زد که پر از چرخ زدن‌ها و پا کشیدن‌ها و نفس نفس زدن‌ها بود که ممکن است به چیز معنادارای منجر شود یا شاید هم نشود.»
اگر چه نمایش‌نامه به سرعت و با چند اصلاح نوشته شده بود، موضوع آن عمیقاً شخصی بود که باعث فروافتادن بکت به "چرخه‌ای از افسردگی " شد. در واقع در ماه سپتامبر "او تمام قرارهای خود را در پاریس برای اینکه احساس می‌کرد در برخورد با مردم کاملاً ناتوان است برای یک هفته لغو کرد " و تا پایان یافتن نمایش‌نامه روی آن کار کرد.

## جزئیات بیوگرافی
بکت هنگام نوشتن نمایش به زبان فرانسوی، نوشته خود را از جزئیات بیوگرافی خالی کرد تا به شخصیت‌هایی جهانی‌تر برسد. با بازگشت به زبان انگلیسی، او نیز برای اولین نمایش رادیویی خود به فاکسروک در حومه دوبلین، رفت. بکت علاوه بر استفاده زیاد از واژگان و عبارت‌های رایج ایرلندی، ایده نام‌ها، شخصیت‌ها و مکان‌ها را از دوران کودکی خود وام گرفت تا فضایی واقع گرایانه برای این درام ارائه دهد.
این نخستین اثر بکت است که در آن یک زن شخصیت کانونی را دارد. این زن، خسیس، رک و راست و یک ایرلندی هفتاد ساله به نام مدی رونی است که گرفتار " روماتیسم و نازایی هم هست.

## تفسیر
پرسش: " چرا مرغ از جاده عبور کرد؟ "
پاسخ: "برای رسیدن به طرف دیگر."

خانم رونی: خارج از کشور بودن خودکشی است.
همه افتادگان سبکی بسیار پویا را در درام رادیویی و از طریق یک فیلمنامه چند لایه توسعه می‌دهد، که می‌تواند تراژیکمدی، جنایی معمای یا یک شبه‌موسیقی باشد."

### پس‌زمینه مرگ
1. موسیقی مرگ و دوشیزه از شوبرت در آغاز و نزدیک پایان درام شنیده می‌شود.
2. تمام قسمتهای گیاه لابورنوم سمی هستند.[۱۰]
3. به نظر می‌رسد مینی دختر مادی، در کودکی مرده‌است. و حتی دختر او ممکن است فقط در تصور مادی وجود داشته باشد[۱۱] دیدگاهی که رزماری پونتنی آن را پیش می‌کشد.[۱۲]
4. مادی به تایلر می‌گوید: «خارج از کشور خودکشی است.»[۱۳]
5. هنگامی که مادی به ایستگاه می‌رسد خود را به گونه ای توصیف می‌کند که تصویری از جنازه او در کفن است.
6. او سخنرانی را به خاطر می‌آورد که دکتر دربارهٔ دختر جوانی که مرده بود صحبت کرد.
7. ماشین اسلوکوم «می‌میرد» و دوباره به سختی آن را راه می‌اندازد.
8. بلافاصله پس از این کار، جوجه ای از جاده عبور می‌کند و خودرو از روی آن رد می‌شود.
9. پدر بارل در زمان کوتاهی پس از تصدی پسرش به عنوان مدیر ایستگاه درگذشت.
10. وقتی قطار می‌رسد - پیش از اینکه با شوهرش دیدار کند- می‌گوید که آقای بارل به نظر می‌رسد که یک روح دیده‌است.
11. جری «نوعی توپ»[۱۴] به آقای رونی بازمی‌گرداند. این توپ اگرچه نمادی آشکار از مرگ نیست، اما نقش مهمی در اندوه کودکی بکت دارد.[۱۵]
12. زمانی که خانم فیت در حال کمک به مدی استتا از پله‌ها بالا برود، شروع به خواندن سرود، Lead, Kindly Light می‌کند، که یکی از آهنگهایی است که گفته می‌شود هنگام غرق شدن کشتی تایتانیک پخش شده‌است.
13. به غرق شدن لوسیتانیا شده که ۱٬۱۹۸ نفر همراه آن کشته شدند و از جمله آنها تقریباً صد کودک بوده‌است.
14. صدای زن به دالی جوان هشدار می‌دهد که نزدیک نماند زیرا «ممکن است به زیر کشیده شود».[۱۶]
15. در راه بازگشت به خانه، دن از همسرش می‌پرسد که آیا او تا به حال به فکر کشتن یک کودک بوده‌است.
16. او اوقات کار خود را از «زنده به گور شدن» یاد می‌کند
17. دان فکر می‌کند که بوی یک سگ مرده را در یک چاله شنیده، اما با وجود این که فقط تابستان است، به او گفته می‌شود که تنها برگهای پوسیده بوده.
18. او همچنین به متی ۱۰:۲۹ در مورد مرگ گنجشک اشاره می‌کند.[۱۷]
19. نمایش با افشای اینکه قطار به دلیل مرگ کودک خردسال زیر چرخ‌هایش دیر رسیده‌است به پایان می‌رسد.

### بیماری
1. مادی چاق است، از روماتیسم رنج می‌برد، «ناراحتی قلبی و کلیوی»[۱۸] دارد و مدتی است که در تخت خواب بستری است. در سفر بازگشت او دوبار سردش می‌شود و می‌گوید که ضعف و بی‌حالی دارد.
2. وقتی مادی دربارهٔ همسر «فقیر»[۱۹] کریستی می‌پرسد، کریستی پاسخ می‌دهد که «او بهتر نشده‌است». دخترش هم همین‌طور.
3. نظرات خوش‌بینانه تایلر تنها دربارهٔ آب و هوا است. او می‌گوید: «آه، علی‌رغم همه اینها، خوشحال است که در چنین هوایی زنده باشی و از بیمارستان خارج شوی.»[۲۰] این می‌تواند به این معنا باشد که او به تازگی از بیمارستان خارج شده‌است - او خود را «نیمه زنده» می‌داند - اگرچه این می‌تواند به جراحی اخیر دخترش اشاره کند.
4. مادر سلوکم «کمی احساس راحتی می‌کند» و او توانسته‌است مادرش را از درد دور کند.
5. دان نابینا است، از زخم قدیمی رنج می‌برد و بیماری قلبی دارد.
6. شوهر خانم تالی «شوهرش دائماً درد می‌کشد و بی رحمانه او را کتک می‌زند.»[۲۱]

### رابطهٔ جنسی
1. تایلر و مدی با هم لاس می‌زنند. تایلر، که قبل از حرکت، چرخ‌های دوچرخه‌اش را باد کرده بود، اکنون می‌بیند که چرخ پشتش خالی شده‌است. همچنان که او دور می‌شود، مدی از کرست خود شکایت می‌کند و پشت او فریاد می‌زند که کرستش را پشت پرچین در بیاورد.
2. آقای اسلوکوم (آهسته بیا) مادی را در ماشینش فشار می‌دهد: «من می‌آیم، خانم رونی، من می‌آیم، به من وقت بده، من مثل خودت سفت هستم.»[۲۲]
3. تایلر خاطرنشان می‌کند که قطار ساعت ۱۲:۳۰ هنوز نرسیده‌است و هرکس می‌تواند از طریق «ساعت مستهجن نه» آمدنش را بفهمد.[۲۳] این یک اشاره طنز دیگر به رابطه جنسی در نمایشنامه است.
4. مادی سعی می‌کند تا دن را در ایستگاه ببوسد اما او قبول نمی‌کند. بعداً از او می‌خواهد که دستش را دور او بگذارد. او می‌گوید که مانند زمانهای گذشته خواهد بود. او دوباره او را سرزنش می‌کند؛ او می‌خواهد به سرعت به خانه برسد تا بتواند برایش کتاب بخواند. او در مورد این کتاب می‌گوید: «فکر می‌کنم افی قصد دارد با سرگرد زنا کند.»[۲۴] این نشان می‌دهد که دن بیشتر به ماجراهای عاشقانه رمان‌ها علاقه دارد تا به همسرش.

## نمایش رادیویی
این نمایش نخستین بار در برنامه سوم بی‌بی‌سی، در ۱۳ ژانویه ۱۹۵۷، پخش شد. پاتریک مگی و جک مک‌گاوران که بعدتر از اعضای ثابت کارهای بکت شدند نیز قسمت‌های کوچکی داشتند. تهیه‌کننده نمایش دونالد مک وینی بود.

## برگردان فارسی
- همه افتادگان، ساموئل بکت، برگردان مراد فرهادپور و مهدی نوید، نشر نی، تهران  ۳ آذر ۱۳۹۹.